# Meiopriapulus fijiensis
Meiopriapulus fijiensis är en djurart som tillhör fylumet snabelsäckmaskar, och som beskrevs av Morse 1981. Meiopriapulus fijiensis ingår i släktet Meiopriapulus och familjen Tubuluchidae. Inga underarter finns listade i Catalogue of Life.